# Takelma
|  | Per a altres significats, vegeu «takelmes». |

El takelma - təˈk|Ɛ|l|m|ə - és la llengua ameríndia parlada pels takelmes, originaris del sud-oest d'Oregon. L'autònim usat pels takelmes era taakelmàʔn (de < taa-kemá-aʔn: a.lo.llarg-riu-persona, 'persona [que viu] al llarg del riu').
Les primeres dades lingüístiques sobre el takelma van ser recopilats per Hazen (1857), Barnhardt (1859), Dorsey (1884), St. Claire (1903-04). El principal treball és el realitzat per Sapir que va treballar amb una sol parlant, Frances Johnson (Gwísgwashãn), durant un mes i mig en l'estiu de 1906 a la reserva de Siletz, sobre la base d'aquest treball Sapir va publicar un esbós gramatical (1912) i va recollir nombrosos textos. F. Johnson parlava baix takelma (takelma pròpiament dit). En 1933 Harrington va compilar un diccionari treballant amb F. Johnson i altres dues parlants. En 1934 Philip Drucker treballà amb un parlant anomenat Willie Simmons, parlant de latkawa (hanesak).

## Dialectes

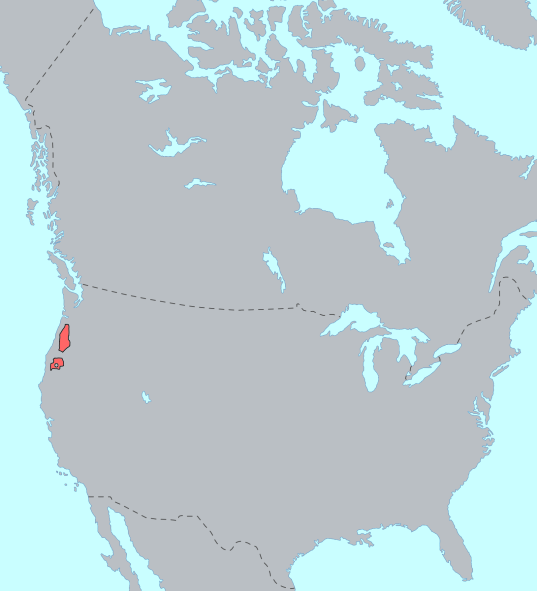
Distribució de les llengües takelma

- Latgawa (latkawa o hanesak), parlat en sud-oest d'Oregon al llarg de l'alt riu Rogue

- Takelma de les terres baixes, parlat a la vall del Rogue.

Existeix possiblement un dialecte cow creek parlat també al sud-est d'Oregon al llarg del riu Umpqua Sud, Myrtle Creek i Cow Creek.

## Relacions genealògiques
El takelma és una llengua aïllada, alguns autors proposen que podria existir parentiu amb el kalapuya i parlen d'una família takelmana (o takelma-kalapuyana) al costat de les llengües kalapuya. No obstant això, una recent publicació de Tarpent i Kendall (1998) troba aquesta relació infundada en raó a les extremes diferències entre les estructures morfològiques del takelma i de les llengües kalapuya.
Àdhuc subsisteix molta especulació sobre si el takelma (juntament amb el grup kalapuya i uns altres) pugui formar part de la hipotètica macrofamília penutiana, d'acord amb la tesi d'Edward Sapir de 1922 The Takelma Language of Southwestern Oregon.

## Fonologia
L'inventari de consonants del takelma és el següent:
|            |             | Bilabial | Alveolar | Alveolar | Postalveolar o palatal | Velar | Velar | Glotal |
| central    | Lateral     | Bilabial | sonora   | sorda    | Postalveolar o palatal |       |       | Glotal |
| Oclusiva   | no-aspirada | p        | t        |          |                        |       | k     | ʔ      |
| Oclusiva   | aspirada    | pʰ       | tʰ       |          |                        |       | kʰ    |        |
| Oclusiva   | Ejectiva    | pʼ       | tʼ       |          |                        |       | kʼ    |        |
| Africada   | Ejectiva    |          | ʦʼ       |          | ʧʼ                     |       |       |        |
| Fricativa  | Fricativa   |          | s        | ɬ        | ʃ                      |       | x     | h      |
| Nasal      | Nasal       | m        | n        |          |                        |       |       |        |
| Aproximant | Aproximant  |          |          | l        | j                      | w     | ʍ     |        |

## Lèxic
- [mìːʔskaʔ] - un
- [kàːʔm] - dos
- [xìpiní] - tres
- [kamkàm] - quatre
- [déːhal] - cinc
- [haʔiːmìʔs] - sis
- [haʔiːkàːʔm] - set
- [haʔiːxín] - vuit
- [haʔiːkó] - nou
- [ìxtiːl] - deu